# デビルメイクライ
『デビルメイクライ』（Devil May Cry）は、カプコンが制作したPlayStation 2専用のアクションゲームである。2001年8月23日に発売。
売上本数はベスト版などの再発分を除き、北米では100万本以上、日本国内では65万本、全世界で約216万本に達する。
続編については、『デビルメイクライ2』、『デビルメイクライ3』、『デビルメイクライ4』を参照。
2018年、E3のMSカンファレンスにて約10年ぶりの新作『デビルメイクライ5』のトレーラーが公開され、2019年3月8日に発売された。

## 概要
勧善懲悪の単純なストーリーでありながら、細部まで作りこまれた華麗でスピーディーなアクション、格闘ゲームなどとは違い簡単な操作でコンボを繰り出せる操作性、豊富なアルゴリズムを持つ敵キャラクターとの緊張感溢れる駆け引きとそこに起因する回避の妙、そして派手に敵を倒していく爽快感や硬派な難易度が人気を呼び、後にカプコンの看板タイトルとしてシリーズ化される。
元々は『バイオハザード4』に相当するタイトルとして開発されたもので主人公もダンテではなく「トニー・レッドグレイブ」という名前の警察官であったが、プロデューサーである三上真司から「それまでの概念に捉われない新しい『バイオハザード』にしてくれないか？」との要請を受けたディレクターの神谷英樹がよりアクション性を前面に押し出した『バイオハザード』として開発していく。しかしアクション演出などの面で「やりすぎた」と判断したため、その後は完全なオリジナルタイトルである『デビルメイクライ』として開発が進行した経緯がある。
サウンド面では、『バイオハザード』のサウンドデザイナー内海秀明がアメリカのSOUNDELUX社とモンスターの音を共同制作している。また、一部の操作感や音楽なども含めて『バイオハザード』を強く感じさせるものとなっている。
2000年11月17日に製作を発表。2001年3月22日にはPS2版『バイオハザード CODE:Veronica 完全版』に特典として本作の体験版が付属された。その後6月にゲームシステム（ミッション制の導入など）・グラフィックなどの大幅な改良追加を発表、改良後の体験版『Ver.2』としてTSUTAYAでレンタルした。さらにジャンプ撃ちを追加したものを『Ver.3』として銀座ソニービルに設置。製品版に至る。
また、本作をHD画質にリマスターおよびトロフィー・実績機能に対応したHD移植版が2012年3月22日にPlayStation 3とXbox 360で発売された。さらに2019年5月7日に、Nintendo Switchのダウンロード専用ソフトとして移植されることが発表され、同年6月27日に配信が開始された。なお任天堂ハードで本編がリリースされるのは初である。

## ゲームシステム
プレイヤーは主人公ダンテを操り、様々な武器や銃火器を使って敵（悪魔）を倒して進んで行く。
ゲームの流れは与えられた課題や謎解きを順にクリアしていくミッション構成である。『デビルメイクライ』は『バイオハザード』から路線変更された作品ではあるが、謎解き要素は『バイオハザード』のようなややこしさはない。これは、謎解きよりもアクション性に重点を置いているためである。

### スタイリッシュランク
このゲームの一番のポイントは如何に「スタイリッシュに」敵を倒していくかにある。敵との戦闘においてダンテが敵を攻撃していると、それに応じて画面右上部にスタイリッシュランクが表示される。これはダンテを如何にスタイリッシュに戦わせているかという指標となるものであり、間を置かずに連続して敵を攻撃し、ダメージを受けずに倒すことでランクも上がっていく（しかしこの作品のみ、ダメージを受けてもランクの判定時間に間に合えばランクを維持できることがある）。ランクは低い方からD、C、B、A、Sの5段階。
敵を倒すとレッドオーブを落とし、このアイテムを使って新たな技の獲得・ダンテの強化などを行う。この際、より高いランクを維持して戦っていたかによって、レッドオーブの出現量が変わる。
ダンテの扱う武器も様々なものがあり、剣や篭手、銃火器などを駆使して戦う。左スティックとロックオンボタンの組み合わせにより様々な技を出すことが可能で、攻撃方法によってスタイリッシュランクの上がり方も違う。
なお、シリーズでは今作のみ一部例外を除き銃火器で攻撃しても評価は一切上がらない。
例外の一例
グレネードガンまたはナイトメアβを使用している
敵が打ち上げ状態の時に攻撃を当てている
デビルトリガーを使用している
- D...Dull / 鈍い、つまらない、退屈な
- C...Cool! / かっこいい、冷静な
- B...Bravo! / よくやった、うまいぞ!
- A...Absolute! / 絶対的な、完璧な
- S...Stylish! / かっこいい、流行の、粋な

### デビルトリガー
本作のアクション部分の大きな特徴の一つにデビルトリガー（Devil Trigger、以下DT）があり、これはダンテの中に眠る悪魔の力を引き出し魔人に変身するシステムである。ダンテが敵に攻撃を与える、攻撃を受ける、特定のアイテムを使うなどの方法でDTゲージを溜めることができ、3ゲージ以上溜まった状態で、特定の近接武器を装備していれば使うことができる。今作では以後のシリーズ作品と比べて比較的DTゲージが溜まりやすい。普段はアラストルとイフリートでのみ使用可能だが、ミッション22のムンドゥス戦に限り、スパーダでもアラストルとイフリートを合わせた効果で使用できる。効果は以下の通り。
- ダンテの周囲が武器の種類に応じた色のオーラに覆われる。
- ダンテの攻撃力と防御力が上昇する。さらにHARDに限り、ボス敵の防御力補正を無視する。
- 常にダンテの体力が少しずつ回復する。ただし、難易度が高いほどその効果は減少し、Dante Must Die!モードでは完全に無効となる。
- 発動中は敵からのつかみ攻撃を受けない。受けた後でも発動すれば抜け出せる。
- アラストル・スパーダ装備時なら、ダンテの走り移動速度が向上する。
- 近接武器で攻撃している間はダンテの姿が異形の魔人と化し、敵の攻撃を受けてもひるまなくなる。
- 武器により、特殊な技が使えるようになる。
- 発動中の銃撃が強制的にチャージショットになる。
- 変身中は常にDTゲージが減少し、無くなると変身は自動で解除される。

### 難易度
難易度は4つ用意されている。EASY AUTOMATICを除くモードでは、クリア後2周目以降のスタート時に前周のレッドオーブ・技などを自動的に引き継ぐ。
NORMAL（ノーマル）
初回プレイ時は、必ずこれから始まる。標準的な難易度。ゲームクリア後は、HARDモードとしてゲームを再プレイすることができる。
EASY AUTOMATIC（イージー オートマティック）
NORMALで3回ゲームオーバーになる、もしくはミッション1でバイタルスターを使うと移行することができる。誰にでも簡単な操作でスタイリッシュなアクションを楽しんでもらおうという難易度である。
EASY AUTOMATICには以下の特徴がある。
- ダンテの体力の初期値が1500（EASY以外は1000）。
- 最初からバイタルスターを3個持っている。
- DTゲージの初期値が6個（EASY以外は3個）。
- DT発動中の体力回復速度がNORMALより速い。
- 強力な敵の出現頻度が低くなり、さらに一部の通常敵はゲーム中にほとんど出現しなくなる。
- パワーアップ画面で取得できるアイテムの上限が多い。
- 剣装備時、ボタンを連打するだけで自動的に様々な技が発動。
- ボタンを押しっぱなしにするだけで、銃の連射ができる。
- このモードでゲームをクリアしても、データを他の難易度に引き継ぐことはできない。

HARD（ハード）
NORMALをクリアし、そのセーブデータでさらに継続プレイすると強制的に移行するゲームモード。
HARDには以下の特徴があるが、全体的にダンテが不利になる調整がされており、クリアは難しくなっている。
- アイテム取得に必要なレッドオーブの個数がNORMALより多い。
- DT発動中の体力回復速度がNORMALより遅い。
- 敵の攻撃や仕掛けなどで受けるダメージ量がNORMALの2倍。
- 敵の出現パターンが変更され、強力な敵の出現頻度が多くなる。
- ボス敵に与えられるダメージがNORMALの1/3倍になる。ただしDT発動中はこれを無効化し、NORMALと同じダメージを与えられる。
- この難易度をクリアすると、それ以降はゲームを周回するごとに難易度を自由に選べるようになる。

Dante Must Die!（ダンテ マスト ダイ）
HARDをクリアすると選択できるようになる、ゲーム中の最高難易度。和訳は「ダンテ死すべし!」。
Dante Must Die!には以下の特徴がある。HARD以上にシビアな調整がされており、その難しさ故に開発スタッフすら全ステージ攻略できなかったという逸話が有る。
- アイテム取得に必要なレッドオーブの個数がHARDよりさらに多い。
- ダンテがDTを発動しても体力が回復しなくなる。
- ボス敵に与えられるダメージがNORMALの1/3倍。HARDと違い、DT中でもこの補正はなくならない
- 通常の敵の攻撃力はHARDと同じだが、ボス敵のみ攻撃力がNORMALの5倍に跳ね上がる。
- 一部の戦闘に制限時間が付き、時間内に敵を全滅できないと残った敵がDTを発動させる。
  - DT状態になった敵は攻撃力・防御力がさらに上昇し、ダンテはDTを使用しない限り通常攻撃でひるませることができなくなる。さらに敵の種類によっては通常時では使わない技を使用する・体力が全回復するなどの特殊効果が現れる。

- ミッションクリア時の評価基準が他の難易度より緩和される。

## ストーリー
かつて、魔界の王が人間界に侵攻した際、一人の悪魔が正義に目覚めて魔界を裏切り、人間たちのために戦った。魔剣士スパーダは、剣の力をもって魔帝を魔界に封じ込めた後、その後最期まで人間界に残り世界の平和を見守った。魔界封印から約2000年、伝説の魔剣士は人間の女性との間に双子をもうけていた。
そして現代。母親と双子の兄を悪魔に殺されたダンテは、仇を探し出すために悪魔退治専門の便利屋を営んでいた。ある満月の夜、ダンテの構える便利屋「デビルメイクライ」に、突如、謎の美女トリッシュが訪れる。話によると、2000年の時を経て魔帝ムンドゥスが復活し、再び人間界への侵攻を企てているらしい。
ダンテは彼女に導かれるまま、悪魔が巣食う島「マレット島」へと足を運ぶ。

## 登場キャラクター

### メインキャラクター
ダンテ
声 - ドルー・クームス
今作の主人公で、銀髪碧眼の屈強な男性。伝説の魔剣士スパーダの息子であり、バージルの双子の弟でもある。
便利屋「Devil May Cry」を営むが、悪魔狩人としての依頼は基本的に特定の「合言葉」を介したものしか受けないという。母とバージルの仇討ちを遂げるべく、悪魔狩りを続けている。
トリッシュ
声 - サラ・ラフルール
今作のヒロイン。ある夜、突然「Devil May Cry」にバイクで乗り込んできた謎の美女。復活した魔帝ムンドゥスの人間界侵攻を阻止することを、ダンテに依頼する。
ダンテの母に容姿が酷似しているが、その理由は終盤で明らかになる。
スパーダ
2000年前に魔界に反旗を翻し、人間界を救った伝説の悪魔。魔帝ムンドゥスを倒し、魔界そのものを封印する。人々から英雄と称されているが、悪魔たちには恨みの的になっている。ダンテとバージルの父。
エヴァ
声 - サラ・ラフルール
ダンテとバージルの母親。作中では写真のみ登場する。長いブロンドの女性で、写真の中ではダンテと同じように赤を基調とした服を着用している。バージルが力を追求し悪魔の道に進むことになるのは彼女の死による影響が大きい。
なお、一作目のスタッフロールでかかる「Seeds of Love」という曲は、彼女がダンテやバージルのために歌った子守唄である。

### 小説版キャラクター
エンツォ・フェリーニョ
ダンテに仕事を提供する仲介屋で背の低い小太りのイタリア人。ゲーム本編には登場せず、解説書でダンテの強さを語るのみだが、小説やコミックやアニメ版ドラマCDなどに登場している。
『1』の小説版では便利屋たちが集う酒場「ボビーの穴蔵」に様々な仕事を持ってくる仲介屋で裏社会に通じる情報屋としても名が通っている。漫画版の『3』では「Devil May Cry」の事務所を見つけてくるなど、その後もダンテとは幾度となく関わっていくことになる。アニメ版ドラマCDのストーリーでは魔界の名工マキャヴェリが作った魔銃に関わったことで片腕を失い、情報屋を辞めてからは魔具専門の質屋を営んでいる。
なお、『ベヨネッタ』シリーズには同名の情報屋がいる。
ニール・ゴールドスタイン
かつて「45口径の芸術家」と謳われた伝説のガンスミスで、ゲーム本編のダンテの愛銃エボニー＆アイボリーの生みの親である女性。現在は裏稼業相手にガンショップを営んでいる。ダンテからは「婆さん」と呼ばれており、外見年齢は30代後半だが実年齢は40代後半。非常に気が強く、気に入らない仕事は引き受けない頑固さも持つ。生き別れたロックという息子が存在している。拳銃の耐久力を超えた超人的な連射力で度々銃を壊しては店を訪れるダンテに呆れつつも実の息子のように可愛がっていた。ストーリー終盤で本性を現したギルバに致命傷を負わされ、燃え盛る店の中で自身の最高傑作であるエボニー＆アイボリーのパーツをダンテに託し、最後はダンテの腕の中で息を引き取った。
『5』ではニールの孫娘のニコが登場している。
グルー
ダンテの相棒の便利屋。「落ち穂拾い」のあだ名を持つ。紙巻きたばこを好み、屑ホップで作ったビールを愛飲する。妻に先立たれ、3人の幼い実子たちと暮らしている。原因不明の病に冒されたジェシカの治療費を捻出するために汚れ仕事の殺人に手を染めるが、ギルバに斬られてしまう。最後は手榴弾でギルバが召喚した悪魔を道連れに自爆した。
ジェシカ
グルーの娘でティキとネスティの姉。ダンテからはチビ姫と呼ばれ、ジェシカもよくダンテに懐いていた。ある日突然、原因不明の病に冒され、病院に入院するがダンテの命を狙う悪魔たちによって、寄生した人間の苦痛と絶望を糧にする悪魔の樹に埋め込まれ、最後はダンテの慈悲による介錯で生涯を終えた。
ティキ、ネスティ
グルーの娘でジェシカの妹たち。『5』の前日譚小説ではグルーとジェシカが亡くなってからは孤児院に入り、ダンテの経済的支援を受けていたことが判明した。後に成人したティキとネスティはボビーの穴蔵を再現した「グルーの穴蔵」を開店している。
ボビー
便利屋たちが集う酒場「ボビーの穴蔵」の店主。店の看板には「さっさと家に帰ってクソして寝ちまいな」と書かれている。ダンテは彼の作るストロベリーサンデーを気に入っており、入店の際には必ず注文していた。自家製のウォッカのアルコール度数はボビー曰く「ゾウやクジラでもノックアウト」とのことで、ダンテとの酒飲み耐久レースでギルバは二日酔いになるほど酔い潰れた。最後は悪魔の本性を現したギルバによって悪魔の生け贄にされ、命を落とした。
ギルバ
エンツォの紹介でボビーの穴蔵を訪れた謎の便利屋。日本刀を得物にし、体中に包帯を巻き付けてスーツを着こなした細身の男。表面上は礼儀正しいが、その本性は傲岸不遜。殺人を嫌うダンテとは対照的に容赦なく標的を仕留める冷徹な仕事ぶりを買われて、ダンテの甘さを嫌う一部の便利屋たちから支持を集める。
その正体はダンテを抹殺するためにムンドゥスが差し向けた刺客。悪魔の本性を露わにしてからはグルーやニールを殺害し、ボビーの穴蔵の便利屋たちを虐殺した。復讐に燃えるダンテとの戦いでは、ダンテと同様の剣筋で互角に渡り合い、切り札の魔界製の鎧とニールの店で購入した熊撃ち用の改造大型ショットガンでダンテを追い詰めるが、ダンテが組み上げたエボニー＆アイボリーに撃ち抜かれて敗北した。包帯が解けて露わになったその素顔はダンテと瓜二つで、同じアミュレットを持っており、ダンテの引き留める声に答えることなく、呪詛を吐きつつ闇の中に消えた。
小説版『1』の時点では元々ギルバの正体はバージル本人であったが、時系列が『1』の前である『3』にバージルが登場したことで設定に矛盾が生じたため、『5』発表に伴うシリーズの設定整理によって、ギルバの正体は「ムンドゥスがスパーダの一族を倒すために、魔界の名工マキャヴェリに作らせた生きた鎧である黒騎士の試作体」ということになった。なお、「ギルバ(GILVER)」という名前はバージル (VERGIL) のアナグラムである。
冷酷な性格であるが、ボビーの穴蔵の特性ウォッカの酒飲み耐久レースでダンテに負けて酔い潰れ、便利屋たちに身ぐるみを剥がれるという一面もある。
デンバース
ダンテに一方的な私怨を抱く荒事師で裏社会では「狂犬」のあだ名で呼ばれている。幾度も同業者を雇ってダンテに勝負を挑んでいるが、これまでに99回敗北している。ダンテに敗北する度に密造の銃を奪われ、使いぱしり同然の扱いを受けていたが、突如悪魔に襲われて身体を悪魔化されてしまう。人間としての自我や理性を失い、100回目の勝負をダンテに挑むが引導を渡された。

## 特殊コスチューム
以下は条件を満たすと新規にゲームを開始する際、難易度とは別に選択できるモードである。通常のプレイキャラクターであるダンテとは性能や格好が異なる状態でプレイできる。
これらはあくまでNew Game時に選べるモードであるため、今まで進めてきたデータを引き継ぐことはできない。次回作の『デビルメイクライ2』からは、今まで進めてきたデータを使いつつ、コスチュームを任意に変更できるようになっている。なお、本作ではCGムービーがないのでこの姿はイベントシーン全てに反映される（ただし、一部のシーンでは装備している剣が反映されないことがある）。
The Legendary Dark Knight（伝説の魔剣士）
HARDをクリアすると出現する、ダンテが伝説の魔剣士の姿になるモード。初期装備の剣がフォースエッジから閻魔刀に変わり、銃はエボニー&アイボリーからルーチェ&オンブラに変更される。戦闘時のBGMも伝説の魔剣士専用のものに変化する。魔人化時の姿もスパーダの姿になっており、影も魔人のシルエットになっている。また、セーブ&ロード画面の背景が伝説の魔剣士の魔人化時の姿に変更され、ファイル番号の右に「Legend」の文字が記される。他にも、CGムービーによるイベントシーンにおいて(主にダンテが映り込む)一部のシーンが強制的にカットされる。
Super Dante（スーパーダンテ）
Dante Must Die! をクリアすると選択可能になるモード。常にDTゲージが減らないダンテを使用できる。セーブ&ロード画面の背景がアラストルを装備した状態でデビルトリガーを発動しているダンテの画像に変更され、ファイル番号の右に「S.Dante」の文字が記される。

## 武器
| 名前                 | 能力 |
| 近接武器             | 近接武器 |
| -------------------- | --- |
| フォースエッジ       | ダンテの父である伝説の魔剣士スパーダが所有し魔界を封じるのに用いた剣の一つ。剣首に髑髏の意匠がある両刃の長剣。後の作品と異なり、今作ではDTは使えない。近接武器で最も攻撃力が低く、ほかの武器入手後はほぼ使われることはない上級者向けの武器。本来ならスパーダの仮の形なのでスパーダに変わった後は使えない筈だが、ゲーム中ではスパーダを入手した後も使いつづけることができる。『3SE』『4SE』ではダンテの兄バージルが使用している。                             |
| アラストル           | マレット島城内の扉に封印されている、雷の力を宿す魔剣。攻撃動作や速度はフォースエッジと同じ。DT発動時は、速度上昇・飛翔能力・電撃攻撃などが使えるようになる。右スティック押し込みでイフリートとの切り替えが可能。後のアニメ版ドラマCDにも登場。エンツォの店に質草として納められており、同作中の騒動の際に自らダンテの元へと飛来した。ダンテからも相棒と呼ばれるほどに信頼されている。                                                                         |
| イフリート           | マレット島に封印されている炎の力を宿す籠手。今作の近接武器では唯一剣ではない。隙は大きいが全ての武器の中で最強の攻撃力を持っており、溜め攻撃で威力をさらに上げることができる。DT発動時はキック13の手数が増加し、火球を飛ばすメテオ、周囲を燃やし尽くすインフェルノなどが使えるようになる。右スティック押し込みでアラストルとの切り替えが可能。アニメ版ドラマCDにも登場し、イフリートを運ぶパティに、居合わせたトリッシュが手荒に扱わないよう釘を刺している。 |
| スパーダ             | フォースエッジがパーフェクトアミュレットにより本来の姿を取り戻した、本作中で最強の剣。強力な魔力を纏っている巨大な片刃剣。技に応じて槍状・大鎌状に変形する。ミッション22の魔帝との決戦時においてのみDTを発動可能。魔人化すると剣撃にリーチの長い衝撃波が付加され、アラストルと同じ飛翔能力、イフリートのメテオが使用可能。メテオは両手から交互に発射し、連射も可能。                                                                                         |
| 閻魔刀（やまと）     | 「The Legendary Dark Knight」を選択すると初期装備として使用できる刀。通常攻撃はアラストルと同一の性能を持つが、リーチはアラストルよりやや短い。魔人化すると魔剣「スパーダ」に似た姿に変化。「スパーダ」ほどではないがリーチが伸び、攻撃に合わせて変形する。ミッション1から魔人化が可能。 |
| 遠距離武器           | |
| エボニー＆アイボリー | ダンテが自作、愛用している白と黒の大型二丁拳銃。ピアノの「黒鍵」「白鍵」を意味し、側面に鍵盤の模様が刻まれている。速射が可能。構えた状態でボタンを押し続けることで、発射後3発分の銃撃を強化するチャージショットが可能。装備時の魔具の属性が付加される。 |
| ショットガン         | ショートバレル水平二連型の散弾銃。近距離で高い威力を発揮し、手早く敵をふっとばすこともできる。こちらも発射後1発の銃撃を強化するチャージショットが可能。設定画ではマガジン式の特殊な給弾機構を有していることが覗える。 |
| ニードルガン         | ベルト給弾式の水中専用銃。連続して最大6発射出する。 |
| グレネードガン       | 回転弾倉を備えるリボルビングランチャー。空中で撃つことはできないが、高い威力を持つ。速射性能も無いに等しいが、この欠点は撃ったあとにサイドロールすることで解消できる。チャージショットは不可能。 |
| ナイトメアβ          | 左腕を覆う形で装備され、敵や空間内を乱反射する強力なエネルギー弾を放つ魔界の武器。魔帝がナイトメアの2号機として製作したとされている。発射の度に魔力を消費する。溜め攻撃でDTゲージを最大で3つまで消費する代わりに威力を増幅させる。また、DT発動中はナイトメア発射に必要な分の魔力が消費されなくなる（DT発動中の魔力は通常通り消費される）。なお、装備中はイフリートやラウンドトリップ時の素手による打撃の攻撃力が左腕のみ通常の2倍に上昇する。                |
| ルーチェ&オンブラ    | スパーダが自ら作ったとされている大型二丁拳銃の名前。それぞれイタリア語で「光」「影」を意味する。「The Legendary Dark Knight」を選択すると使用可能。エボニー&アイボリーと性能は変わらない。 |

## 悪魔
本作を含めたシリーズ作品では、一度遭遇した敵はサブメニューのエネミーファイルに記録され、簡単な設定や弱点に関する記述などを読み返すことができる。
本作独自の仕様として、特定の弱点部位を攻撃する、本来とは違う特殊な倒し方をする等の行動によって、エネミーファイルの記述が新しく追記されていくという物があり、意外な攻略法が見つかる場合もある。
一部の悪魔には、特定の弱点や破壊可能な部位が存在するが、ただロックオンするだけでは攻撃が命中せず、自らその部位に攻撃を当てにいく必要がある。

### 大悪魔
ファントム
蜘蛛のような姿の上級悪魔で、ムンドゥスの腹心である。外骨格は硬く高熱のマグマに覆われている。弱点は頭部と背中で、それ以外には攻撃は通用しない。前足で攻撃してきたり、跳躍し踏み潰してきたりする他、口から炎を吐いたり、地中からマグマの柱を立ち上らせるなど、攻撃パターンは多い。また蠍のような尾で攻撃してきたりもする。上級悪魔だけあり、かなりの実力者でダンテがファントムを敗ったことでトリッシュは間接的にダンテの実力を悟った。
ミッション3で初登場以降、執拗にダンテを追い狙ってくる。城の廊下と下水道でダンテを急襲するが倒せず、ミッション8の城屋上でダンテと最終決戦をする。城の天井のガラスが割れて下に落ち、真下の騎士像の槍に串刺しになって死ぬ壮絶な最期を遂げる。『2』では擬似的に復活を果たすが、『2』のダンテと同様無口なキャラクターになっている。復活した原理はナイトメアファントムと似ている。
「幻影」を意味する英語だが、なぜ彼がその意味を冠する悪魔なのかは公式的にも不明。
ネロ・アンジェロ
巨大な剣と暗緑色の鎧が印象的な、 ダンテの前に立ちふさがる謎の魔界騎士。名はイタリア語で「黒い天使」を意味し、特に『神曲』地獄編第24編などにおいては、地獄の監視者また死神として詠われる高位の堕天使の名でもある。鏡の中からまるでダンテの生き写しのように登場し、ダンテと同じ流派の剣技や体術を使用してくる。しかし、『1』の後に発売された公式攻略本によれば、ダンテの動きをコピーしているのではなく、共通の流儀をベースに、時間をかけて自分自身の戦闘スタイルをものにしているという。他にも幻影剣と呼ばれる魔力で形成した剣を飛ばす攻撃を持つ。ムンドゥスの配下にしては珍しく、真正面から正々堂々と挑んでくるため、終盤ではダンテからも気に入られている。
前述の公式攻略本では「弱音を言っているわけではないが、腕力にかけてはネロ・アンジェロの方が上らしく、それで剣の腕が互角となると、正面からまともに斬り合ったんじゃ到底勝ち目はない」と、ダンテはコメントしている。
正体はダンテの双子の兄のバージルであり、『3』のラストでムンドゥスに挑むが、敗北し、その後改造され自我を失ってしまっている。ただしダンテのアミュレットを目にし動揺する様子も確認されている。MISSION11で二度目の闘いをし、ミッション17において、兜をはじき飛ばし肉体を大型化させたパワーアップ状態で最終決戦に臨み、敗れて自らのアミュレットを残し消滅する。なお、アミュレットはダンテのものとセットになっており、亡くなった母が兄弟の誕生日にプレゼントしたものである。
後に、鎧の破片が折れた閻魔刀と共に『4』の舞台であるフォルトゥナに漂着、魔剣教団に回収されており、ビアンコアンジェロなどの人造悪魔の基となった。
グリフォン
巨大なロック鳥のような上級悪魔でムンドゥスの腹心である。下顎がなく、大小複数の頭を持つ。電撃を中心とした攻撃を仕掛けてくる。戦闘ランクを上げるとさらに攻撃が激しくなってくる。
ダンテとは3回戦い（ただし初回に限り、倒さずに無視することが可能）、最終戦となる最後の戦いでダンテに敗北するものの、魔帝への忠義心から戦いを続けようとするが、戦力として用済みと魔帝に判断され消されてしまう。このことによってダンテは改めて魔帝ムンドゥスを倒す誓いを固める。
ナイトメア
魔帝が人間界侵攻を意図して創造した生きている兵器でもあり上級悪魔でもある。しかし破壊のみを目的として作った故に、制御困難で魔界すら滅ぼしかねない存在であり、これに焦りを感じたムンドゥスは、拘束衣となる紋章の結界内でのみ用いることにした。
大量の骨が浮かんでいるスライムのような形状で、相手を自分の体に取り込んで悪夢の空間へ飛ばす。ダメージを与えるためには周囲にある結界装置を起動させ、本体を出現させる必要がある。しかし本体を出現させても、その際防衛本能が高まり、ミサイルやビームと言った兵器攻撃を扱う他、体の一部を変形させて槍やブーメランに変えて攻撃することもある。なお、ダンテは「正直こいつが暴走して魔界自体が滅んじまえば良いんだけどな」と、上記攻略本にてコメントしている。
魔帝ムンドゥス
声 - トニー・ダニエルズ
人間界侵攻を企てている魔界の王。2000年前ダンテの父であるスパーダと戦い封印されたが、20年前に蘇った。ダンテの母を殺し兄であるバージルをネロアンジェロに改造・洗脳した、ダンテの仇となる存在。名前の由来は「世界」という意味のラテン語。
額に「第三の眼」がある。無から創造を行う絶大な力を持つが、役に立たなかった部下を自ら始末したり、ダンテに対し「母が欲しければいくらでも創造してやろう」と言い放つなど、無慈悲にして酷薄極まりない性格である。天使の翼を持つ三つ目の聖人のごとき神々しい容姿を持つが、ダンテから極度のダメージを受け、本来の姿を保てなくなりグロテスクな姿になる。ダンテとの死闘の末、トリッシュの協力もあり再び魔界と人間界の狭間に封印される。
ダンテに倒されて以降のムンドゥスなき魔界では、新たなる魔界の王にならんとする魔界四天王などをはじめとする魔界中の実力者が決起して群雄割拠の戦乱の世に突入し混乱が続いている模様。
異伝扱いだが、『ビューティフルジョー新たなる希望』でダンテと真の決着をつける展開がある。また、小説版『2』においてダンテは異世界のムンドゥスとも対戦しているが、『1』よりも円熟期に達していたダンテは堂々と勝利を収めている。

### 通常悪魔
マリオネット
ゲーム本編で最初に戦うことになる悪魔。現世では実体化できない下級悪魔が人形を依り代とすることで動けるようになった。マリオネットには水色、紫、青、緑、灰色の5色が存在し、それぞれ体力や行動パターンに違いがある。
ブラッディマリー
ゲーム後半から登場する。通常のマリオネット同様に人形を依り代としているが、人間の血で染められた服を着ていることでその力は数倍にも強化されている。マリオネットよりも体力が高く、ダンテの近距離攻撃を防いで反撃してくることがあり、波動を発しダンテを空中に拘束する技も使う。高難易度では通常のマリオネットと差し代わる形で序盤から登場する。
フェティッシュ
マリオネット同様に人形を依り代としているが、悪魔が作った特別製の人形であるために、マリオネットよりも格上の悪魔。炎をまとった武具を操り、手に持った車輪をヨーヨーのように投げつけてきたり、口からは火炎放射による攻撃を仕掛けてくる。
シンシザース
仮面を依り代にすることで実体化する悪魔。巨大な鋏による攻撃を仕掛けてくる。仮面以外への攻撃は通用しない。
普段は鋏を正面に構えているためにこちらの攻撃が防がれてしまうが、ダメージを受け仰け反った際や無防備な真上からの攻撃などで仮面を破壊できれば即死させることが可能。
シンサイズ
シンシザースよりも格上の悪魔で大鎌を武器に襲ってくる。シンシザース同様仮面が弱点。
シンシザースと比較して遠距離攻撃に特化しており、射程距離、追尾性に優れる大鎌を投擲してくる。引き換えに、仮面の防御が疎かになっている。
デスシザース
シンシリーズよりも強力な魔力を持つ悪魔。弱点である牛の頭蓋骨のような仮面が強固な魔力で守られているので、銃撃の効果は薄い。剣による近距離攻撃が有効になる。
中ボスのような形で登場し、狭い結界内にダンテを閉じ込めた上で戦闘する。デスシザース側は障害物をすり抜ける能力を有し、縦横無尽に動き回りながら攻撃を仕掛けてくるのに対し、こちらは移動範囲が狭い上にカメラが固定されるため、非常に不利な戦闘を強いられる。
　後年発売された『5』にも再登場しているが、こちらは扱いや性質などがシンシザースと同等に弱体化している。
デスサイズ
仮面を依り代として現れる悪魔では最強の実力を誇る上級悪魔。3本の大鎌による投擲攻撃以外にも大気に満ちる聖霊を服従させ竜巻と化して、ダンテを浮き上がらせてくる。これにはダメージはなく、逆に手軽な上昇手段として利用可能。デスサイズの体力が残りわずかになると３本の鎌を手元に引き寄せて四刀流状態になり、激しい攻撃を仕掛けてくる。
サルガッソー
人間の頭蓋骨の姿をした、海と魔界のはざまにひっそりと姿を潜め、近くを通るものを捕らえて喰らう悪魔。間合いが離れている時は透明状態で攻撃を当てられないが、近づくと実体化するので攻撃が可能。ナイトメアの悪夢の中では、複数の通常個体と共に、眼窩が中央に1つで表面に模様のある大型のサルガッソーが1体登場する。
シャドウ
黒い煙で覆われた猫のような姿の悪魔。霊体の表面を呪文でおおい、現世に実体を保っている影をまとって身体を形作っている。太古に戦った戦士との記憶から剣による攻撃を跳ね返してしまうが、近代兵器の銃には対応できない。銃撃で弱点のコアを晒した時に剣での攻撃が可能になる。シャドウの体力がゼロになると身体が赤くなり、こちらからの攻撃を一切受け付けず、自爆攻撃を仕掛けてくる。
設定資料集によれば元々制作していた『バイオハザード4』にて、ゾンビ化した猫型クリーチャー｢ウィッチ｣として登場予定だったものを、グラフィックを黒く加工して再利用したことが明かされている。
ベルゼバブ
ハエを媒介にしている悪魔。青と緑の２種類がいて、青は空中を飛び回って緑は地上を這って移動する。口から吐き出すウジ虫に当たると一定時間射撃攻撃を封じられてしまう。また、ベルゼバブは青と緑で互いに補強し合う関係であり、同種での魔力の吸収や死体を食らうことで体力を回復をする。
サイクロプス
岩や土塊を依り代にして現れる巨大な蜘蛛の姿をした悪魔。モーションなどはファントムの物が流用されている。その巨体で押しつぶしてきたり、地中の土を喰らい、固めて岩石のつぶてと化して口から吹き飛ばしてくる。身体が強固な岩石のような甲殻に覆われているため、頭部と背中以外への攻撃は軽減されてしまう。
ブレイド
魔帝が人間界侵攻のために創り出した人造悪魔で媒介に爬虫類の生物を使用したらしく、トカゲのような性質を持っている。軽快な動きで爪による攻撃を仕掛け、手に持つ盾でダンテの攻撃を防いでくる。また、ダンテの体力が残りわずかになると即死攻撃を仕掛けてくる。
元々は本作が『バイオハザード4』として制作されていた頃の名残で、同作に登場するクリーチャー「ハンター」の亜種として制作されていた。本作ではそれに兜と盾を装備させる形でグラフィックを流用している。
プラズマ
電撃の化身の悪魔。コウモリ形態とダンテの姿をコピーした人間形態を使い分けてくる。コウモリ形態では電撃による攻撃を行い、人間形態ではダンテの技をコピーした攻撃を行う。分身することもあり、囲まれると非常に厄介である。なお、同じ系統の力を持つ電撃の魔剣アラストルのほうが格上であるため、アラストル装備時はプラズマからのダメージを軽減できる。
フロスト
魔帝が人間界侵攻のために創り出した人造悪魔の中でも精鋭にあたる存在で氷を操る能力を持つ。その冷気は絶対零度に匹敵し、マグマの熱にすら耐えるほどだが、一方でイフリートの業火の前では非常に脆いという弱点がある。また、右腕を破壊することが可能で、氷の爪の発射回数を減らすことができる。近距離では絶対零度で研ぎ澄まされた爪で素早く切りかかってきたり、氷の剣山を発生させ、遠距離からは氷の爪を高速で撃ち出すほか、地面を通じて冷凍波を放ってくる。さらには身体を微粒子に分散させ空気中を高速に伝播することで瞬間移動を行ったり、氷の結晶を作り出してその内部で傷ついた身体を再生させることも可能。公式攻略本では「魔帝が至高の傑作とほくそ笑んでいるだろう」とダンテは皮肉を込めてコメントしている。
ノーバディ
背中に巨大な腕を生やし、体の表面に無数の目玉が生えている醜悪な悪魔。常に気味の悪い笑い声をあげている。あまりにも知能が低かったために名前すら付けられなかったことからノーバディ(誰でもない者)と呼ばれるようになった。魔界では最下層に位置する悪魔であるが、弱肉強食の魔界を生き延びてきた戦闘能力は侮れない。通常時では小柄な体格だが、仮面を装着すると巨大化して攻撃力が上がり、毒素を含んだ目玉を投げつけてくる。知能こそ低いが呪術的な能力は高いため、奇妙な踊りでダンテのDTゲージを吸収してくる。剣攻撃や体術に対しては俊敏な動きで回避するので、銃攻撃が有効で仮面を破壊すれば上記の能力を防ぐことができる。なおノーバディは肉体そのものが猛毒であり、倒されても攻撃判定のある血肉を周囲に撒き散らしてくるなど常に距離を取って戦う必要がある。
本作が『バイオハザード4』として制作されていた段階では、古代人のゾンビクリーチャーという設定であり、元々同作にG-ウィルスが登場予定であった名残から、「数や大きさが不揃いな手足」や、「身体の各所に存在する目玉」などの特徴が本作でも受け継がれている。
ファントムベビー
ファントムの幼生体で踏みつけるだけで倒せるほど貧弱。このファントムベビーが何百年、何千年の時を経ると本編のファントムのような強大な悪魔になるが、過酷な魔界の環境でそこまで成長できるのは数万匹に一匹であると推測されている。唯一エネミーファイルに記載されない悪魔。

## 主なスタッフ
- エグゼクティブプロデューサー：三上真司
- プロデューサー：小林裕幸
- ディレクター：神谷英樹
- キャラクターデザイン：土林誠

## 小説
『Devil May Cry』
原作：カプコン、著：後池田真也、イラスト：三輪士郎、出版：角川スニーカー文庫、発売日：2002年4月27日、ISBN：9784044431099
ゲーム本編以前のダンテがまだデビルメイクライの事務所を構えず、トニー・レッドグレイブと名乗って便利屋として働いていたころが舞台で、ゲーム本編では語られなかったダンテ愛用の拳銃エボニー&アイボリーの誕生秘話などが描かれている。